# سیارک ۱۲۳۶۶
سیارک ۱۲۳۶۶ (به انگلیسی: 12366 Luisapla، نامگذاری:1994CD8) دوازده هزار و سیصد و شصت و ششمین سیارک کشف شده‌است که در ۸ فوریه ۱۹۹۴ کشف شد.
قدر مطلق سیارک برابر ۲۲.۴ است.